# Titularbistum Sufetula
Sufetula ist ein Titularbistum der römisch-katholischen Kirche.
Es geht zurück auf ein früheres Bistum der gleichnamigen antiken Stadt in der römischen Provinz Africa proconsularis bzw. Byzacena, das heutige Sbeitla in der Sahelregion von Tunesien.
| Titularbischöfe von Sufetula |                                          |                                                              |                   |                    |
| Nr.                          | Name                                     | Amt                                                          | von               | bis                |
| 1                            | João Irineu Joffily (João Irineu Joffly) | Koadjutorbischof von Olinda (Brasilien)                      | 18. August 1914   | 4. Mai 1916        |
| 2                            | Flaminio Belotti PIME                    | Apostolischer Vikar von Nanyang (Republik China)             | 14. Juni 1917     | 23. November 1945  |
| 3                            | Louis Joseph Cabana MAfr                 | Apostolischer Vikar von Uganda (Uganda-Protektorat)          | 9. Januar 1947    | 25. März 1953      |
| 4                            | Joseph-Marie-Eugène Bretault MAfr        | Apostolischer Vikar von Koudougou (Französisch-Westafrika)   | 27. Juni 1954     | 14. September 1955 |
| 5                            | Arnold Boghaert CSsR                     | Koadjutorbischof von Roseau (Britisch-Inseln über dem Winde) | 9. November 1956  | 4. Juni 1957       |
| 6                            | Camille Jean-Baptiste Vandekerckhove CM  | Apostolischer Vikar von Bikoro (Belgisch-Kongo)              | 24. Dezember 1957 | 10. November 1959  |
| 7                            | Thomas Patrick Collins MM                | Apostolischer Vikar von Pando (Bolivien)                     | 15. November 1960 | 7. Dezember 1973   |
| 8                            | John Martin Dougherty                    | Weihbischof in Scranton (USA)                                | 7. Februar 1995   | 16. April 2022     |
| 9                            | Juarez Albino Destro RCJ                 | Weihbischof in Porto Alegre (Brasilien)                      | 8. März 2023      |                    |